# Station Ebisucho
Station Ebisucho (恵美須町駅, Ebisuchō-eki) is een metrostation en tramhalte in de wijk Naniwa-ku in de Japanse stad Osaka. Het wordt aangedaan door de Sakaisuji-lijn (metro) en de Hankai-tramlijn (tram), voor welke de tramhalte het eindstation is. Het metrostation bevindt zich (ondergronds) achter de tramhalte.

## Lijnen

### Metro van Osaka

#### Sakaisuji-lijn(stationsnummer K18)
| 1 | ■Sakaisuji-lijn | richting Dobutsuen-mae en Tengachaya                                    |
| 2 | ■Sakaisuji-lijn | richting Nippombashi, Kitahama, Tenjimbashisuji Rokuchōme en Kita-Senri |

### Hankai
| 1,2 | ■Hankai-tramlijn | richting Sumiyoshi, Abikomichi en Hamadera-ekimae |

## Geschiedenis
In 1911 verscheen het eerste station aan de Hankai-tramlijn. Het metrostation werd geopend in december 1969.

## Stationsomgeving
Het station ligt ten noordwesten van de dierentuin van Tennoji.
- Station Imamiyaebisu aan de Koya-lijn
- Dierentuin van Tennoji
- Den Den Town
- Shinsekai
- Tsutenkaku
- Kizu-groothandelsmarkt
- Autoweg 25

Tenjimbashisuji Rokuchōme · Ōgimachi · Minami-Morimachi · Kitahama · Sakaisuji-Hommachi · Nagahoribashi ·  Nippombashi · Ebisuchō · Dōbutsuen-mae · Tengachaya